# George Madathikandathil
George Madathikandathil (ur. 9 maja 1956 w Purapuzha) – indyjski duchowny syromalabarski, od 2013 biskup Kothamangalam.

## Życiorys
Święcenia kapłańskie przyjął 23 grudnia 1980. Przez wiele lat pracował jako wykładowca seminarium w Vadavathoor. Był także duszpasterzem kilku parafii katedralnych na terenie Indii.
10 stycznia 2013 papież Benedykt XVI potwierdził jego wybór na eparchę Kothamangalam. Sakry udzielił mu kard. George Alencherry.